# Amund Hoel
Amund Hoel, född 17 juli 1997, är en norsk längdskidåkare som representerar Team Engcon.

## Karriär
Amund Hoel debuterade i världscupen 2019. Han placerade sig på en femtonde plats i Vasaloppet år 2024. Den 14 december 2024 i Bad Gastein tog han sin första seger i Ski Classics.